# Anaxipha antictypos
Anaxipha antictypos är en insektsart som beskrevs av Otte, D. och Perez-gelabert 2009. Anaxipha antictypos ingår i släktet Anaxipha och familjen syrsor. Inga underarter finns listade i Catalogue of Life.